# Templarios en Portugal
La presencia de los caballeros templarios en Portugal inicia sobre el año de 1128 y termina con su disolución en el siglo XIV. Desempeñaron un papel crucial durante el proceso de Reconquista en Portugal, luchando junto a las fuerzas lusas para atacar y conquistar territorio musulmán, la orden se volvió una institución importante en Portugal y fue uno de los principales aliados de la Corona Portuguesa durante sus guerras. En Portugal, la orden del temple no sufrió de persecuciones a la hora de su disolución, es más, muchos fueron trasladados a otras órdenes como la Orden de Cristo.

## Historia
Poco después de su fundación, la Orden templaria se posicionó en Portugal y estableció puntos claves en el país luso. El 19 de marzo del 1128, se les otorgó la fortificación del Castillo de Soure por la Condesa Teresa. La ceremonia de donación de esta fortaleza a los templarios se celebró en Braga, presencia de Raymond Bernard, un caballero templarios reclutado por Hugo de Payens durante su viaje por Europa. La principal labor de los templarios en Portugal, es, al igual que en la mayoría de regiones, fue la de proteger a los peregrinos cristianos de emboscadas y atracos mientras ejercían su labor de peregrinación, la mayoría de estos eran quienes iban a visitar Santiago de Compostela. Tras la batalla de Sao Mamede Alfonso Henríquez destrono a la Condesa Teresa y se proclamó como conde del Condado Portucalense, y alentó a la orden del temple a apoyarles en sus campañas militares contra los reinos moros.
La orden creció rápidamente tanto en número como en prosperidad durante sus primeros 16 años en Portugal, habiendo reclutado nuevos miembros y adquirido bienes, donados o comprados. Una de las primeras batallas en la que la orden en Portugal tuvo lugar en 1144, cuando el emir musulmán de Santarém atacó el castillo de Soure. Los frailes caballeros formaron una ofensiva pero fueron derrotados y el castillo resultó saqueado. A pesar de este revés, al año siguiente Fernando Mendes de Braganza, casado con la hermana de Alfonso Henríquez, donó a la Orden templaria el castillo de Longroiva.Los Caballeros Templarios participaron también en la conquista de Santarém en 1147, subiendo las murallas por sorpresa durante la noche.
Posteriormente, Alfonso donó a la Orden las tierras de Ceras, que incluían un castillo entonces en ruinas. Esta donación tuvo una importancia estratégica ya que las tierras de Ceras eran aptas para la colonización por su fertilidad, estaban situadas cerca de la frontera con el Tajo y su castillo defendía una importante vía que conectaba Lisboa con Coimbra. En lugar de restaurar el antiguo castillo en ruinas, el maestro templario Gualdim Pais decidió construir un formidable nuevo castillo, cuyas obras comenzaron el 1 de marzo de 1160. El castillo de Tomar incluyó varias innovaciones arquitectónicas de ingeniería militar inspiradas en los castillos de Tierra Santa que Gualdim Pais había visitado antes. Dos años más tarde, el capitán concedió un fuero a la ciudad de Tomar.Entre las innovaciones arquitectónicas que Gualdim Pais y los Templarios introdujeron en Portugal, se encuentran las torres del homenaje, los alambores y los hurdicios, estructuras de madera que coronaban las torres.
La importancia militar de la Orden igualó su importancia en el esfuerzo por poblar y desarrollar la tierra y la agricultura. La mayor parte de sus territorios estaban desiertos cuando pasaron a manos de los caballeros debido a los saqueos y devastaciones provocados por la guerra. La Orden concedió fueros y fomentó la colonización de tierras. Las diversas órdenes militares en Portugal adoptaron posteriormente economías de escala y utilizaron medios de producción notablemente sofisticados, como el sistema de riego introducido por los Templarios en el valle del río Cécere.Luego la producción excedente se vendía en los mercados urbanos.
El 30 de noviembre de 1165, el rey Alfonso Henríquez donó el castillo de Monsanto a la Orden, aunque este castillo pasaría a manos de la Orden de Santiago en 1172. El maestro Gualdim Pais impulsó la restauración del Castillo de Almourol en 1171. Hasta 1217 la Orden fue de vital importancia para la defensa de la frontera sur de Portugal, cuando avanzó definitivamente hacia el Algarve. Los Templarios en Tomar resistieron un fuerte ataque musulmán en 1190, cuando este castillo fue sitiado por los almohades, liderados por el propio califa.

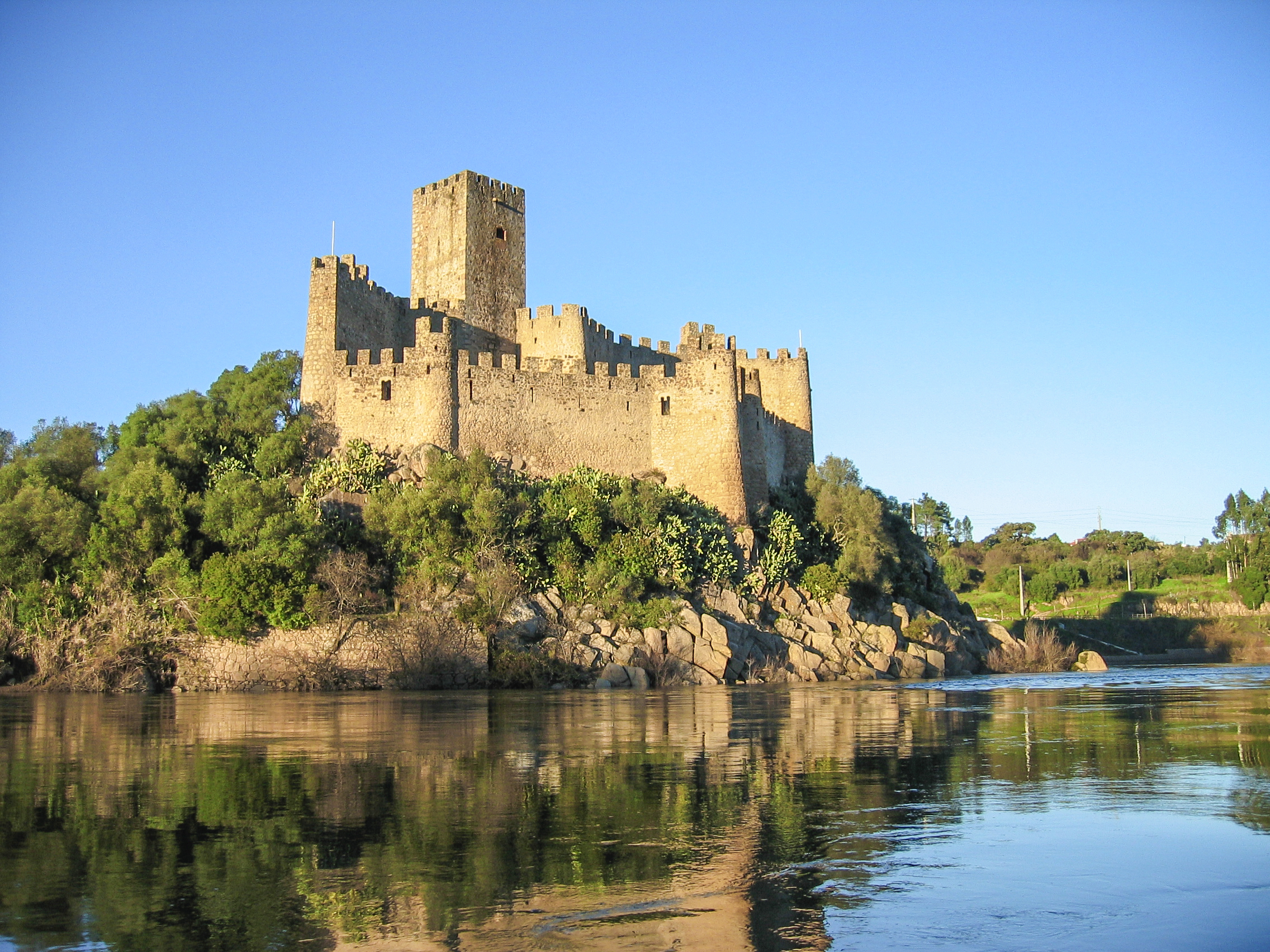
El Castillo de Almourol

El "Rey Poblador", Sancho I, fue también un gran partidario de los Templarios y durante su reinado la Orden recibió importantes donaciones de terrenos, como la Herdade da Açafa en 1199, en la que se fundaría Castelo Branco. Idanha-a-Nova fue fundada en 1205 o 1206 y donada a los Templarios.
En la gran Batalla de las Navas de Tolosa en 1212 participó un cierto número de templarios y voluntarios de las milicias concejales, encabezados por el maestro Gomes Ramires, que pereció en la acción. Los Templarios también participaron en la toma de Alcácer do Sal, al sur de Lisboa, en 1217, promovida por el obispo de Lisboa D. Soeiro.
Los Templarios en Portugal, León y Castilla estuvieron inicialmente bajo el mando del mismo maestro. Cuando el príncipe Sancho de Castilla se rebeló contra su padre Alfonso X de Castilla en 1282, muchos templarios portugueses se declararon a favor del rey, mientras que los templarios castellanos apoyaron al príncipe, aunque sólo momentáneamente. A la muerte del maestro portugués João Fernandes, el mando templario en Portugal quedó separado del de León y Castilla, como resultado de la insistencia de la Corona portuguesa, que peleaba repetidamente contra los reinos vecinos.

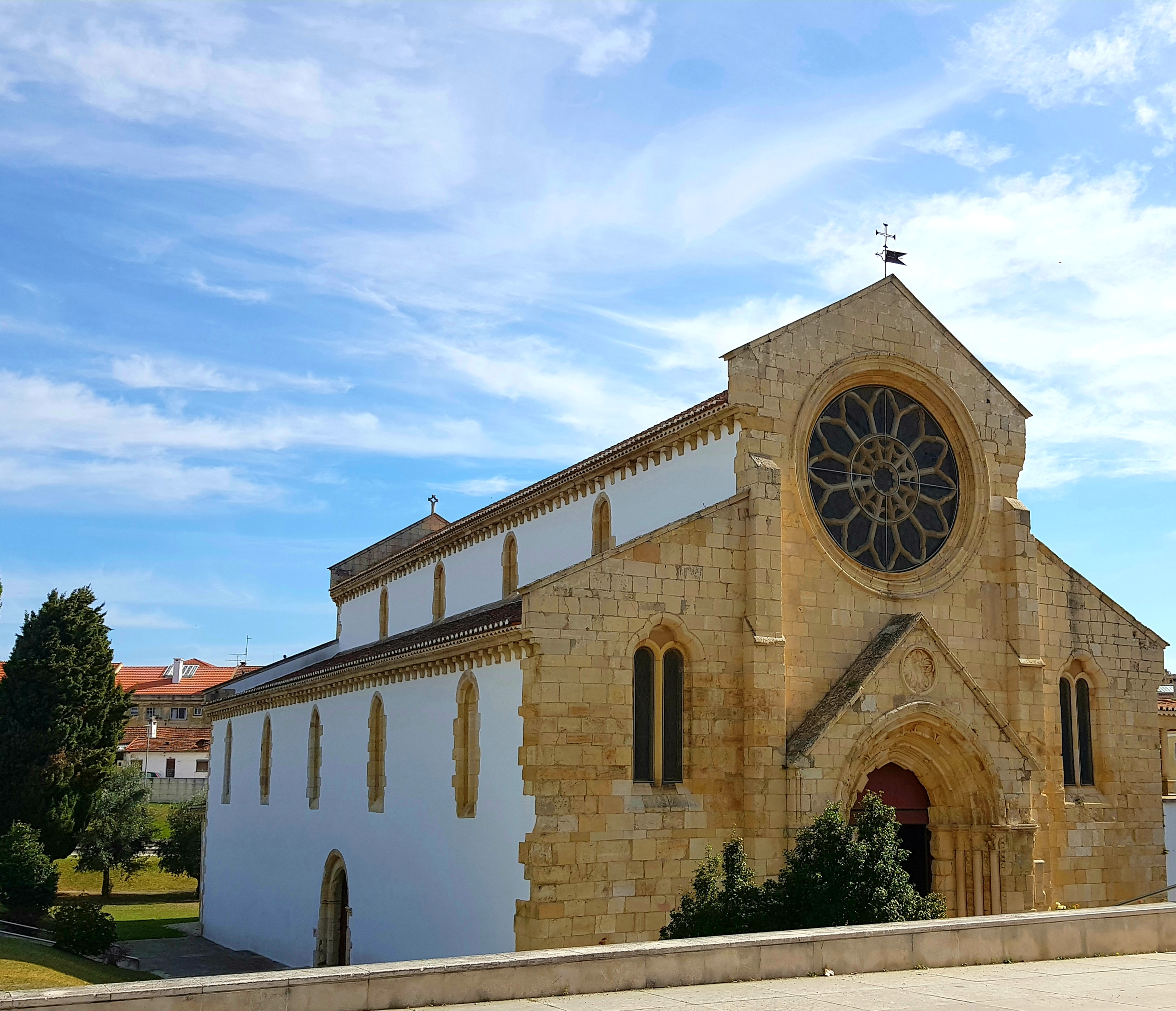
La Iglesia de Santa Maria dos Olivais en Tomar, panteón de varios maestros

El proceso de disolución de los Templarios en Portugal y creación de la Orden de Cristo que les sucedería, se inició en 1306 cuando el Papa Clemente V exigió la investigación y confiscación de los bienes de la Orden en la península Ibérica. A diferencia del rey Fernando IV de Castilla, que inmediatamente se apropió de los bienes de la Orden, el rey Dioniso I de Portugal dudó en cumplir con la exigencia papal y sólo lo hizo en 1309, cuando ya crecía el número de quejas de clérigos y nobles con disputas y demandas contra la Orden. En el año siguiente al 31 de enero En 1310, el rey firmó un pacto con los reyes Fernando de Castilla y Jaime II de Aragón contra el Vaticano, si éste reclamaba los bienes de la Orden para la Iglesia.
Ante un frente único en la península ibérica, el Papa exigió la transferencia de los bienes templarios a la Orden de los Hospitalarios, pero el rey Dionisio también se opuso, no sólo porque un mando hospitalario, con base en el extranjero, podría resultar inconveniente contra la amenaza musulmana del norte de África, pero también porque el gran número de castillos fronterizos que luego se concentrarían en manos de los Hospitalarios parecían ser un riesgo para Portugal.
El Papa Clemente V fue sucedido por Juan XXII, quien aceptó la propuesta de crear una nueva Orden para reemplazar a los Templarios en Portugal. A la buena voluntad del Papa contribuyó la sensata vacilación del rey portugués en la confiscación de los bienes de los Templarios, a diferencia del rey de Castilla.

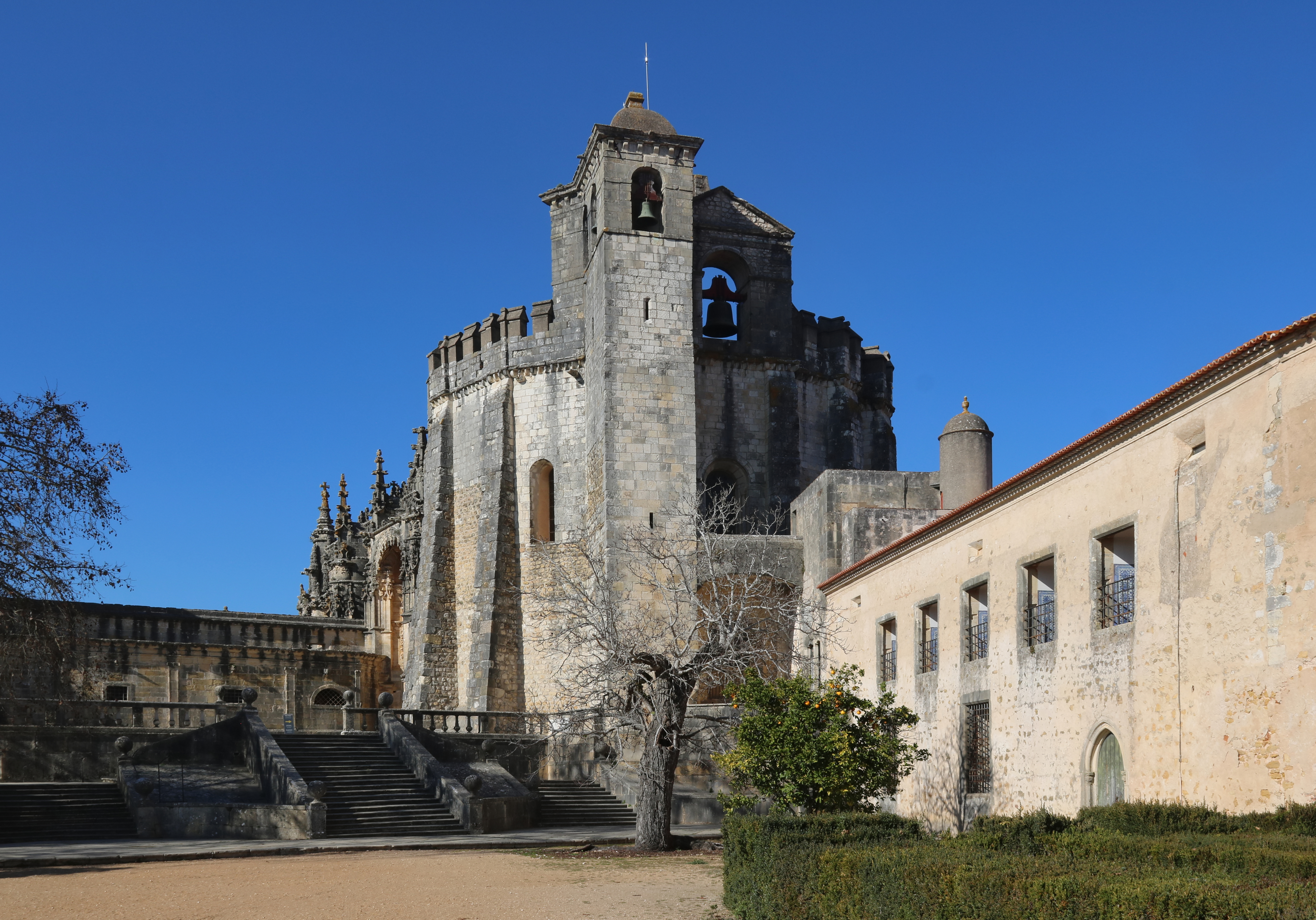
La iglesia redonda del monasterio de Tomar.

La nueva Orden de Cristo fue oficializada por la bula papal Ad Ea Exquibus, firmada el 14 de marzo de 1319. El rey Dionisio entregó entonces a la nueva Orden "todos los castillos, propiedades y bienes" que había pertenecido a los Templarios, mientras que Gil Martins fue nombrado primer gran maestre de la Orden. Muchos antiguos caballeros Templarios se unieron a la nueva Orden, sin que se realizaran arrestos ni arrestos. El último maestre del Temple en Portugal, Vasco Fernandes terminó sus días como comendador de Montalvão, en la frontera con España, suerte muy distinta a la de Jacques de Molay. D. Vasco y muchos antiguos Templarios empezaran entonces a incluir Quondam miles Templi en sus firmas, es decir, "una vez caballero Templario".

## Ubicaciones en Portugal asociadas a la Orden del Temple

### Castillos

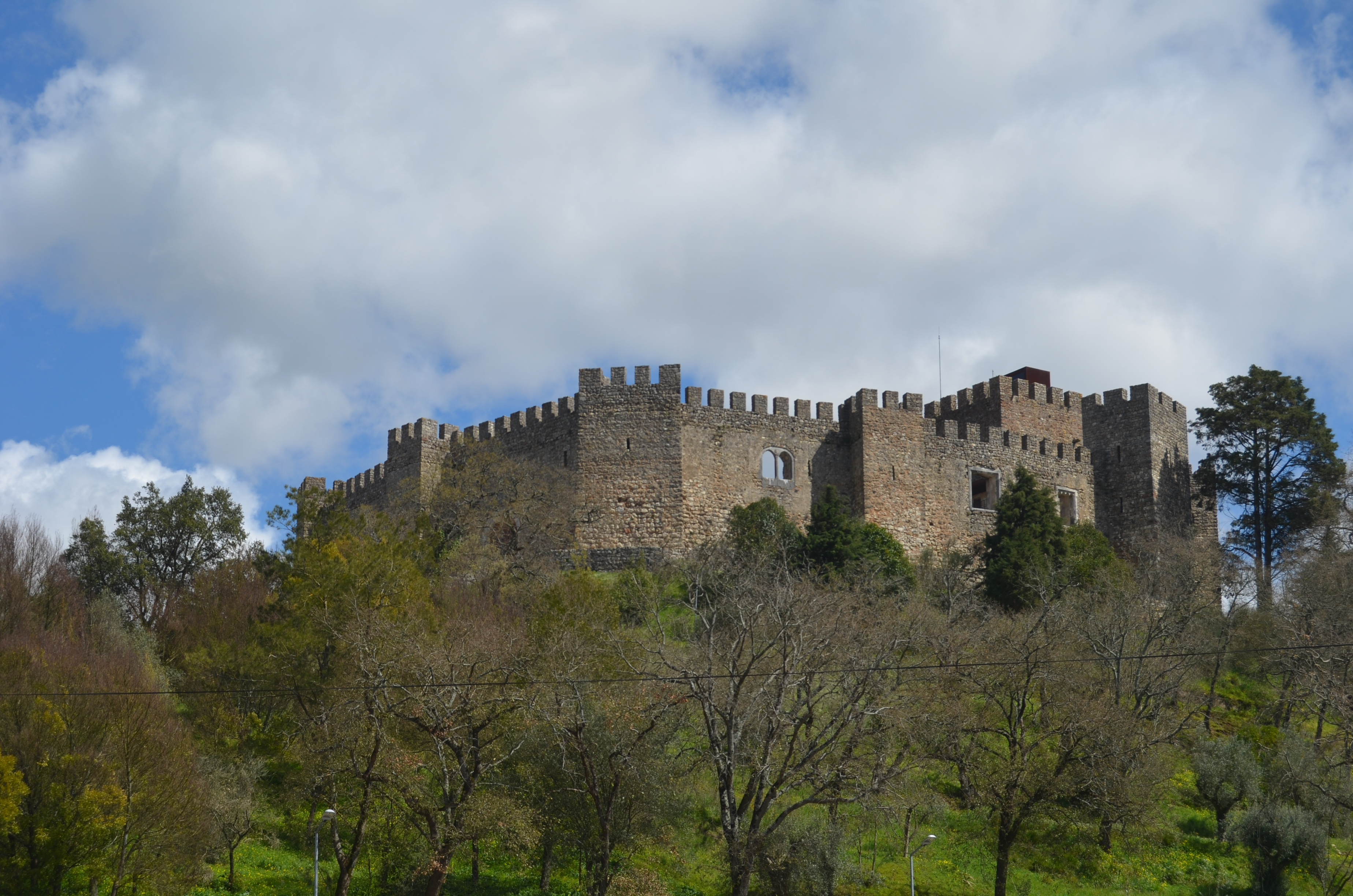
El castillo de Pombal

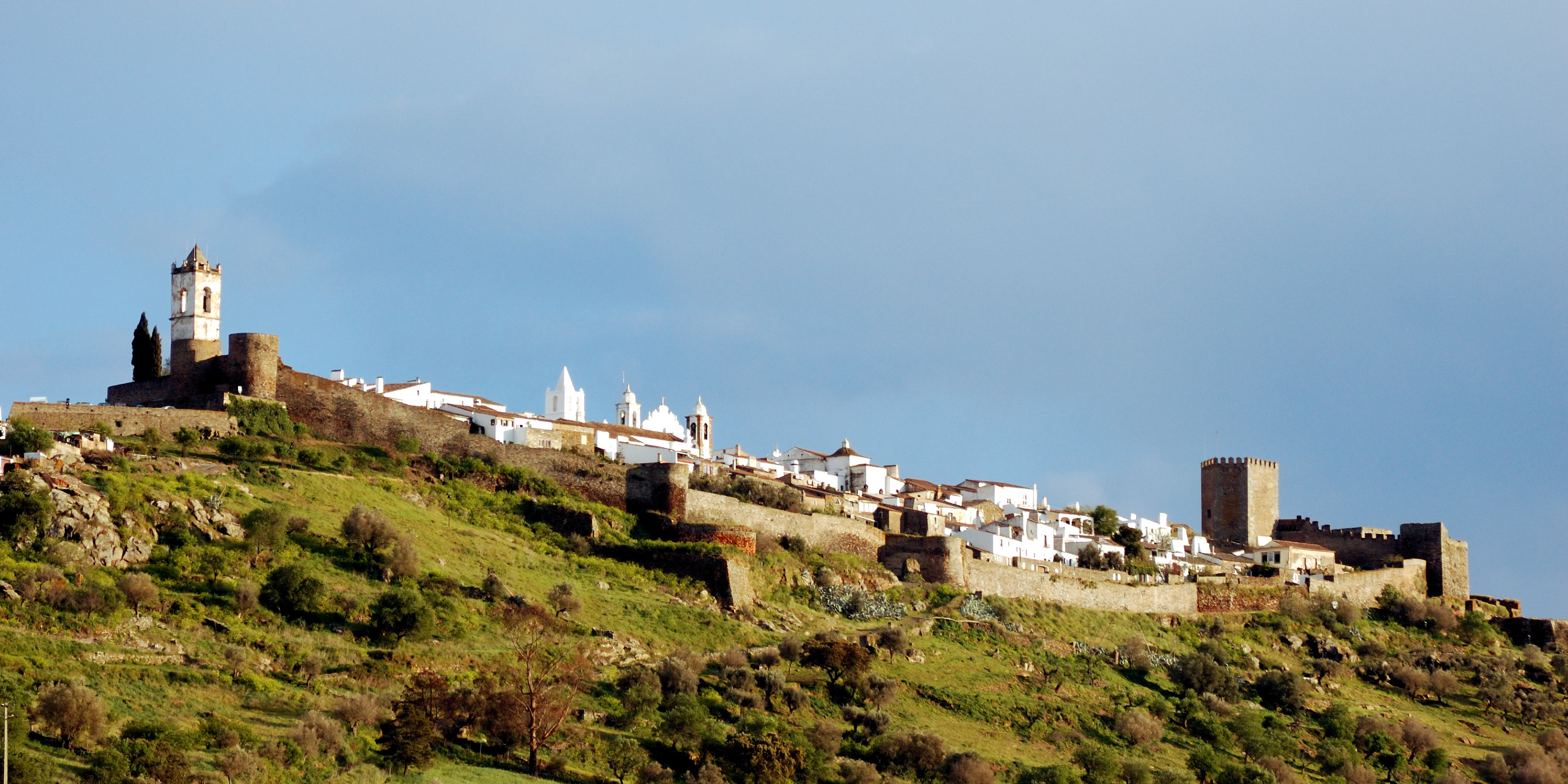
Castillo e pueblo de Monsaraz

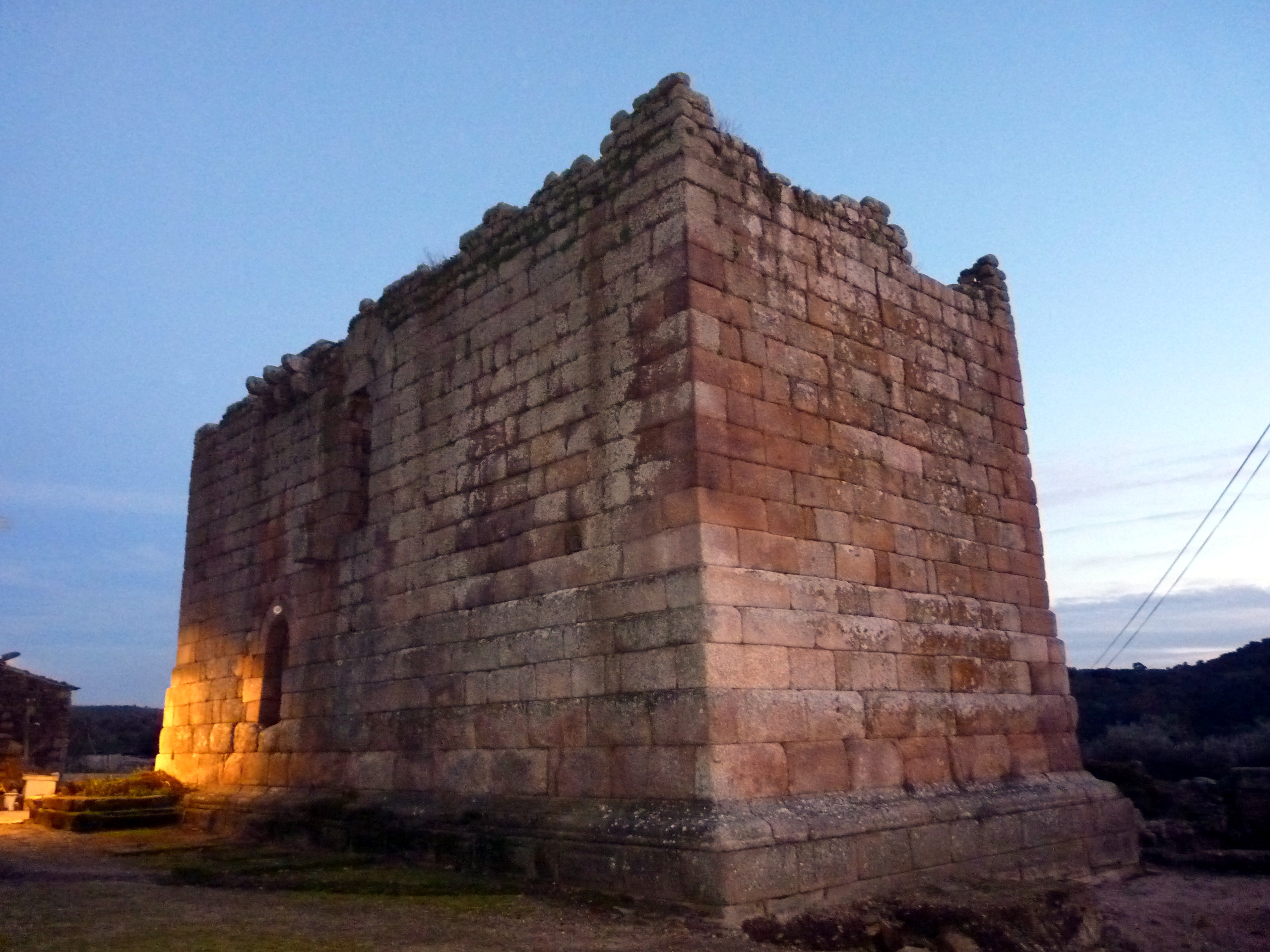
Antigua torre templaria en Idanha-a-Velha.

- Castillo Soure
- Castillo de Tomar
- Castillo de Castelo Branco
- Castillo de Pombal
- Castillo de Peñas Róias
- Castillo de Ega
- Castillo de Mogadouro
- Castillo de Longroiva
- Castillo de Rodão
- Castillo de Castelo Novo
- Castillo de Penha García
- Castillo de Almourol
- Castillo de Montalvão
- Castillo de Monsaraz

- Castillo de Redinha
- Castillo de Nisa
- Castillo de Alpalhao
- Castillo de Cécere
- Castillo de Cardiga
- Castillo de Vila do Touro
- Castillo de Segura
- Castillo de Monsanto
- Castillo de Salvaterra do Extremo
- Castillo Rosmaninhal
- Castillo de Peñamacor
- Castillo de Bemposta
- Castillo de Proença-a-Velha
- Castillo de Idanha-a-Velha
- Castillo de Idanha-a-Nova

### Iglesias
- Iglesia de Santa María dos Olivais
- Iglesia de Santa María da Alcáçova (Santarém)
- Iglesia de Santiago de Antas
- Iglesia de São João Evangelista de Alfange